# Hans Neufeldt
Hans Adolph Neufeldt, né le 12 septembre 1874 à Elbing et mort le 17 mars 1963 à Heikendorf, est un ingénieur allemand. 
Il a créé ce qui était autrefois la plus grande entreprise d'électrotechnique de la province du Schleswig-Holstein. Il a également soutenu de nombreuses inventions dans les domaines du son sous-marin, du contrôle et de la technique de transmission longue distance lors de leur développement en produits prêts à être commercialisés.

## Biographie
Hans Neufeldt est issu d'une famille mennonite. Frédéric II installa ses ancêtres dans le delta de la Vistule après 1772. Son père Heinrich Adolph Neufeldt (né le 11 mars 1848 à Elbing ; mort le 10 septembre 1930 à Meran) était marié à Marie-Louise, née Bohne (née le 28 août 1851 à Aschersleben ; morte le 3 décembre 1902 à Berlin-Friedenau). Heinrich Adolph Neufeldt possédait une usine de tôle et d'émail à Elbing. Après la fondation de l'Empire allemand en 1871, il produisit, entre autres, de nouvelles mesures de litre et employa 800 personnes.
Hans Neufeldt fréquente l'école secondaire d'Elbing, située dans la Kalkscheunenstrasse. Pendant les vacances scolaires, il reçoit sa première formation artisanale dans l'usine de son père. Il quitte l'école sans diplôme et commence sa formation dans l'entreprise de son père le 2 janvier 1891. Il rejoint ensuite la fonderie de fer Tyssen à Elbing. Le 1er janvier 1891, il commence un stage chez Erdmann & Kircheit à Aue, qui produit des machines pour le traitement de la tôle. En avril 1893, il se rend avec son père à l'Exposition universelle de Chicago. 
En 1893, Heinrich Adolph Neufeldt vend l'entreprise d'Elbing et acquiert des parts dans un fabricant de vélos à Fribourg-en-Brisgau. Le 31 août 1893, Hans Neufeldt réussit l'examen de compagnon dans l' entreprise A. Beyerle à Aue. Il travaille pendant les vacances dans plusieurs entreprises de transformation des métaux à Gaggenau, Fribourg et Chemnitz. Le 15 mars 1894, il passe l'examen d'un an à Cassel. Il étudie ensuite à l'école d'ingénieurs de Hildburghausen jusqu'en octobre 1895. Après avoir étudié l'électrotechnique à l'Université technologique de Charlottenbourg en 1896-1897, il travaille comme ingénieur électricien au chantier naval impérial de Kiel à partir du 1er novembre 1897. 
Au printemps 1899, avec le commerçant Karl Kuhnke, il ouvre la société Neufeldt & Kuhnke (N & K), basée à Kiel. Il s'agit d'un « bureau technique, lié aux ateliers pour l'exécution des systèmes d'électrotechnique ». Les entrepreneurs ont leur propre fonderie et 20 employés qui produisent principalement du matériel d'installation. Ils ont également installé des systèmes sur les navires et construit des systèmes d'éclairage et de transmission. 
Durant son séjour au chantier naval, Neufeldt a déjà travaillé avec les usines de câbles terrestres et maritimes de Cologne-Nippes et deux usines électriques de Berlin. Il représente désormais ces entreprises à Kiel. En 1904, son entreprise installe des « stations de bloc » électriques pour des blocs individuels de maisons à Kiel. Il y a également plusieurs centrales électriques, notamment à Hademarschen, Gettorf, Laboe et Hassee. À partir de 1904, l'activité se concentre sur la technique de transmission longue distance.
En 1903, Hans Usener rejoint l'entreprise de Neufeldt. Usener détient d'importants brevets et devient partenaire de l'entreprise en 1907, qui est rapidement leader grâce à sa propre production. Dans les bâtiments de l'usine, Hermann Anschütz-Kaempfe, qui la quitte en 1908, invente le gyrocompas. Oskar Martienssen poursuit alors ses recherches sur cette boussole. Neufeldt fonde au moins 13 entreprises avec lesquelles il développe sa production. Ils reflétent les axes respectifs de l'activité entrepreneuriale :
- En 1905, avec L. v. Brême, la « Hanseatische Apparatebau-Gesellschaft anciennement L. v. Bremen & Co. mb H. ». L'entreprise a conçu et fabriqué ce qu'on appelle le « plongeur en haute mer ». En 1937, elle fusionne avec Neufeldt & Kuhnke pour former Hagenuk (de).
- De 1906 à 1916, Neufeldt & Kuhnke possède une fonderie avec Howaldt.
- En 1911, la « Signal Society » est fondée, qui développe principalement des appareils sonores sous-marins.
- En 1911, Neufeldt fonde la « Schiffsunion » avec l'usine d'électricité Bergmann de Berlin et la société Nissen de Hambourg. Celle-ci réalise les installations des navires.

La « Société des instruments nautiques », fondée en 1912, tente de faire progresser l'utilisation du gyrocompas dans la technique de forage profond.
En 1912, la construction d'un plus grand bâtiment d'entreprise commence à Ravensberg. Le 1er avril 1913, 300 employés s'y installent. Pendant la Première Guerre mondiale, le nombre d'employés augmente considérablement. La « Spreng- und Tauchgesellschaft » est créée en 1916 et l'année suivante la « Llüssige Gase G. mbH » est la première entreprise à prendre en charge le démantèlement de la forteresse et des chantiers navals de Laboe après 1918. La deuxième société fabrique des réservoirs de stockage de gaz liquides. En 1918, Neufeldt réussit à prévenir les troubles dans ses usines grâce à son engagement social.
À la fin de la Première Guerre mondiale, Neufeldt emploie 1 300 personnes. Il essaie de conserver la plupart des emplois, mais doit réorienter la production. Il regroupe l'administration de toutes les filiales et produit désormais des objets du quotidien, notamment des pots et des bottes. Comme il manque de matières premières, Neufeldt cherche de nouvelles industries. En 1920, il envisage de fabriquer des prothèses chez « Prothèse G. mb h ». Cette production ayant été nationalisée, cette tentative a échoué.
À partir de 1920, l'entreprise Neufeldt fabrique du pétrole brut et des moteurs triphasés. Une coopération avec la Reichspost allemande dans le domaine de la production de téléphones de bureau devient de plus en plus importante . À partir de 1923, l'entreprise fabrique des écouteurs magnétiques et des radios avec haut-parleurs intégrés, ainsi que des régulateurs assurant une tension constante dans les centrales électriques, des indicateurs à distance pour les systèmes de commande et de télémétrie sur les navires et autour des mines, des composants de chauffage pour la Deutsche Reichsbahn, puis le Volksempfänger. Toujours en 1923, il invente un scaphandre rigide, armure métallique articulée avec air régénéré pouvant récupérer des épaves à environ 120 m de profondeur.
Malgré tous ses efforts, Neufeldt ne pas généré suffisamment de bénéfices. En 1922, l'entreprise devient une société en commandite avec Th. Goldschmid d'Essen comme associé. Dans les années suivantes, la plupart des filiales cessent leurs activités. La Submarine Signal Company de Boston reprend la société de transmissions en 1923. C'est ainsi que née l'électroacoustique en 1926. La même année, deux sociétés fondées pendant la guerre disparaissent. En 1927, Neufeldt et Kuhnke doivent céder la direction à Th. Goldschmid et quitter l'entreprise.
À la retraite, Neufeldt cherche les raisons de l'échec commercial de ses produits bien développés. Il se penche donc sur les théories de Karl Marx et de Silvio Gesell. Le point de vue de Gesell sur la monnaie fondante le séduit. Il s'est également rendu compte qu'il avait soutenu trop d'inventions au lieu de poursuivre et d'introduire des dispositifs individuels de manière durable. 

### Famille
Hans Neufeldt a épousé Elsabeth (Elsa) Emma Joanina Dahlström (née le 22 avril 1874 à Hambourg ; morte le 13 février 1965 à Heikendorf) le 25 novembre 1903 à Hambourg. Son épouse était la fille de l'entrepreneur Hermann Dahlström (de). Le couple a eu deux filles et deux fils.